# Comitatul Mureș-Turda
Comitatul Mureș-Turda, cunoscut și ca Varmeghia Mureș-Turda (în maghiară Maros-Torda vármegye, în germană Komitat Maros-Torda), a fost o unitate administrativă a Regatului Ungariei, care a funcționat în perioada 1876-1920. Capitala comitatului a fost orașul Mureș-Oșorhei (azi Târgu Mureș).

## Geografie
Comitatul Mureș-Turda se învecina la vest cu comitatele Cluj (Kolozs), Turda-Arieș (Torda-Aranyos) și Târnava-Mică (Kis-Küküllő), la nord cu Comitatul Bistrița-Năsăud (Beszterce-Naszód), la est cu Comitatul Ciuc (Csík) și la sud cu Comitatul Odorhei (Udvarhely). Râul Mureș (Maros) curgea pe teritoriul comitatului. Suprafața comitatului în 1910 era de 4.203 km², incluzând suprafețele de apă.

## Istorie
Regiunea Mureș a fost un vechi scaun secuiesc, Marosszék. Comitatul Mureș-Turda a fost înființat în anul 1876, când structura administrativă a Transilvaniei a fost schimbată. El a inclus vechiul scaun secuiesc Marosszék și o parte din regiunea Turda. În 1918, urmată fiind de confirmarea Tratatului de la Trianon din 1920, comitatul, alături de întreaga Transilvanie istorică, a devenit parte a României.
În perioada 1940-1944, această regiune a fost ocupată de Ungaria, în urma Dictatului de la Viena. Teritoriul Comitatului Mureș-Turda se regăsește azi în județul Mureș din România.

## Demografie
În 1891, populația comitatului era de 177.860 locuitori, dintre care: 
- Maghiari -- 102.572 (57,67%)
- Români -- 62.179 (34,95%)
- Germani -- 6.438 (3,61%)

În 1910, populația comitatului era de 194.072 locuitori, dintre care: 
- Maghiari -- 111.376 (57,38%)
- Români -- 70.192 (36,16%)
- Germani -- 7.706 (3,97%)
- Ruteni -- 172
- Slovaci -- 47
- Alții -- 4.579 (2,35%)

## Subdiviziuni
La începutul secolului 20, subdiviziunile comitatului Mureș-Turda erau următoarele:
| Districte (járás)                            | Districte (járás)                     |
| District                                     | Capitală                              |
| -------------------------------------------- | ------------------------------------- |
| Maros alsó (Mureșul de jos)                  | Marosvásárhely --- Târgu Mureș        |
| Maros felső (Mureșul de sus)                 | Marosvásárhely --- Târgu Mureș        |
| Nyáradszereda (Miercurea Nirajului)          | Nyáradszereda --- Miercurea Nirajului |
| Régen alsó (Reghinul de jos)                 | Szászrégen --- Reghin                 |
| Régen felső (Reghinul de sus)                | Magyarrégen --- Reghin-Sat            |
| Comitate urbane (törvényhatósági jogú város) |                                       |
| Marosvásárhely --- Târgu Mureș               |                                       |
| Districte urbane (rendezett tanácsú város)   |                                       |
| Szászrégen --- Reghin                        |                                       |